# Introducing the Hardline According to Terence Trent D’Arby
Az 1987-es Introducing the Hardline According to Terence Trent D'Arby Terence Trent D'Arby debütáló nagylemeze. Azonnali siker lett, az Egyesült Királyságban kilenc héten át vezette az albumlistát, ugyanitt ötszörös platinalemez lett. A megjelenése utáni három nap alatt egymillió példányban kelt el világszerte. Az Egyesült Államokban nem volt ekkora siker, 1988. május 7-én érte el a negyedik helyet az albumlistákon, ugyanekkor a Wishing Well kislemez listavezető lett a Billboard Hot 100-on. Az album a Billboard R&B Albums listán jobb eredményeket ért el: egy ideig vezette is a listát. Szerepel az 1001 lemez, amit hallanod kell, mielőtt meghalsz című könyvben.
Az album mellé további kislemezek is megjelentek: If You Let Me Stay (Top 10-es az Egyesült Királyságban), Sign Your Name (4. Amerikában, 2. az Egyesült Királyságban), valamint a Dance, Little Sister, amely Top 20-as lett az Egyesült Királyságban.

## Az album dalai
|     | Cím                                             | Szerző(k)                 | Hossz |
| --- | ----------------------------------------------- | ------------------------- | ----- |
| 1.  | If You All Get to Heaven                        | Terence Trent D'Arby      | 5:17  |
| 2.  | If You Let Me Stay                              | D'Arby                    | 3:14  |
| 3.  | Wishing Well                                    | D'Arby, Sean Oliver       | 3:30  |
| 4.  | I'll Never Turn My Back on You (Father's Words) | D'Arby                    | 3:37  |
| 5.  | Dance Little Sister                             | D'Arby                    | 3:55  |
| 6.  | Seven More Days                                 | D'Arby                    | 4:32  |
| 7.  | Let's Go Forward                                | D'Arby                    | 5:32  |
| 8.  | Rain                                            | D'Arby                    | 2:58  |
| 9.  | Sign Your Name                                  | D'Arby                    | 4:37  |
| 10. | As Yet Untitled                                 | D'Arby                    | 5:33  |
| 11. | Who's Lovin' You                                | William "Smokey" Robinson | 4:24  |

## Közreműködők
- dob, ütőhangszerek – Terence Trent D'Arby, Preston Heyman, Clive M'Ganza, Frank Ricotti, Bruce Smith
- basszusgitár – Cass Lewis, Sean Oliver, Phil Spalding
- billentyűk – Terence Trent D'Arby, Nick Plytas, Andy Whitmore
- gitár – Tim Cansfield, Pete Glenister, Christian Marsac, Blast Murray, Andy Whitmore
- szaxofon – Terence Trent D'Arby, Mel Collins
- háttérvokál – Lance Belington, Frank Collins, Terence Trent D'Arby, Glenn Gregory, Tony Jackson, Phil Legg, Michelle Oldland, Ebo Ross, Trent Tones, Martyn Ware

## Fordítás
Ez a szócikk részben vagy egészben az Introducing the Hardline According to Terence Trent D'Arby című angol Wikipédia-szócikk ezen változatának fordításán alapul.  Az eredeti cikk szerkesztőit annak laptörténete sorolja fel. Ez a jelzés csupán a megfogalmazás eredetét és a szerzői jogokat jelzi, nem szolgál a cikkben szereplő információk forrásmegjelöléseként.